# Solomon Airlines
Solomon Airlines - narodowe linie lotnicze Wysp Salomona, z siedzibą w Honiarze. Głównym węzłem jest port lotniczy Honiara.